# Parque de La Muralla
El parque de La Muralla es un parque público ubicado en el distrito de Lima, ciudad homónima, capital de Perú. Fue inaugurado en 2004. Dentro de su extensión se encuentra parte de la muralla de Lima. El parque está ubicado entre el río Rímac y el centro histórico de Lima.

## Historia
Durante la gestión de Luis Castañeda, se recuperó un tramo de los restos de muralla de Lima en la margen izquierda del río Rímac y que ahora conforma Parque de la Muralla. En este es posible observar restos de las bases que tuvo el tajamar, obra de los franciscanos en 1610. Para ello se ha recuperado parte de dicho murallón en la zona posterior de la Iglesia de San Francisco, muy cerca del Palacio de Gobierno. 
El parque cuenta con un restaurante, una tienda de artesanías de distintas zonas del país, y en el mismo se ubicó de 2003 a 2025 la estatua del conquistador Francisco Pizarro, que durante muchos años estuvo emplazada en la ahora Plaza Perú, ubicada a un costado del Palacio de Gobierno; además, se encuentra un museo del sitio que exhibe las piezas arqueológicas halladas en la zona.
Los horarios para visitar este parque son de Lunes a Domingo de 10:00 AM a 8:00 PM. El ingreso es gratuito.

## Galería

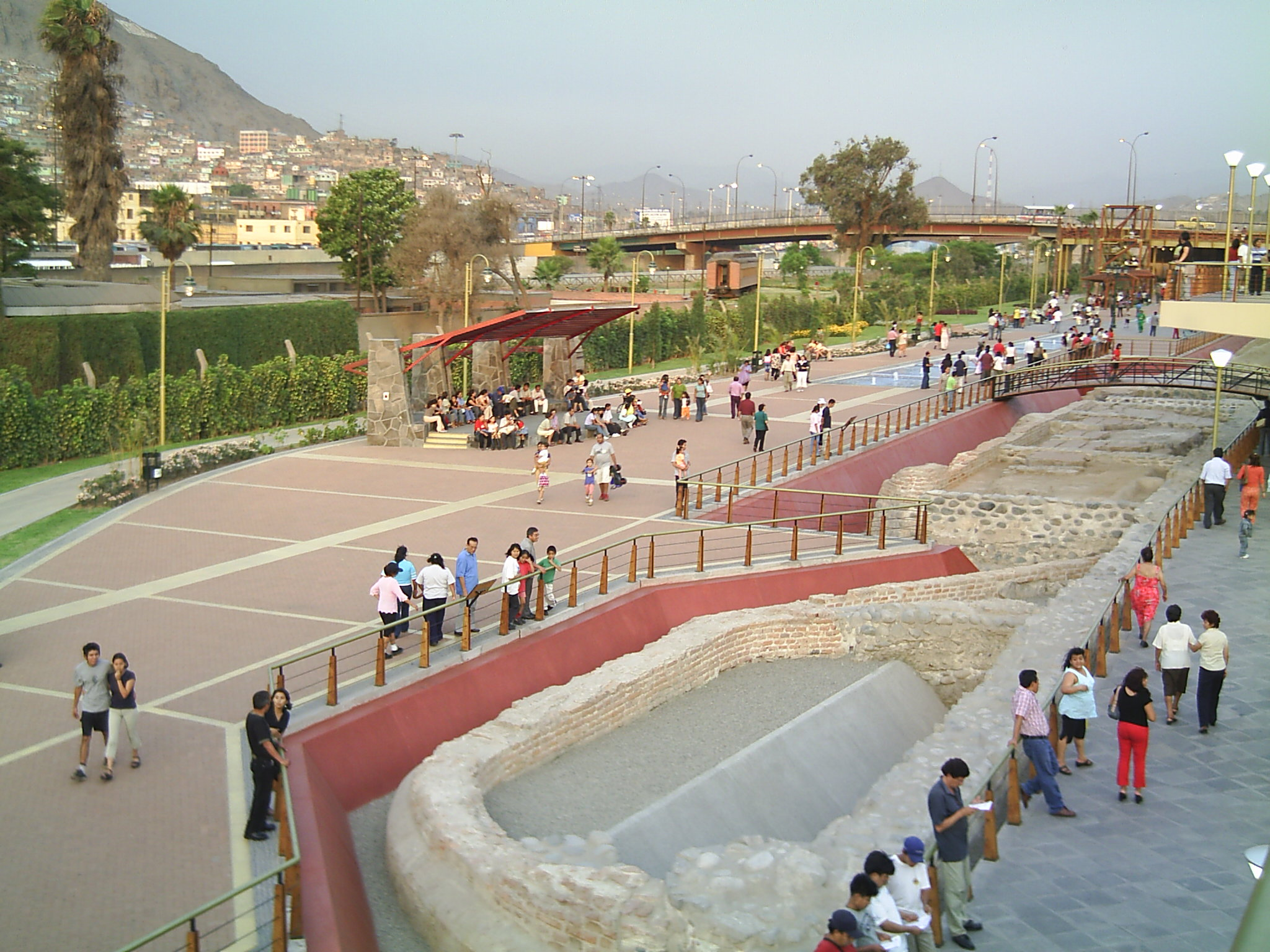
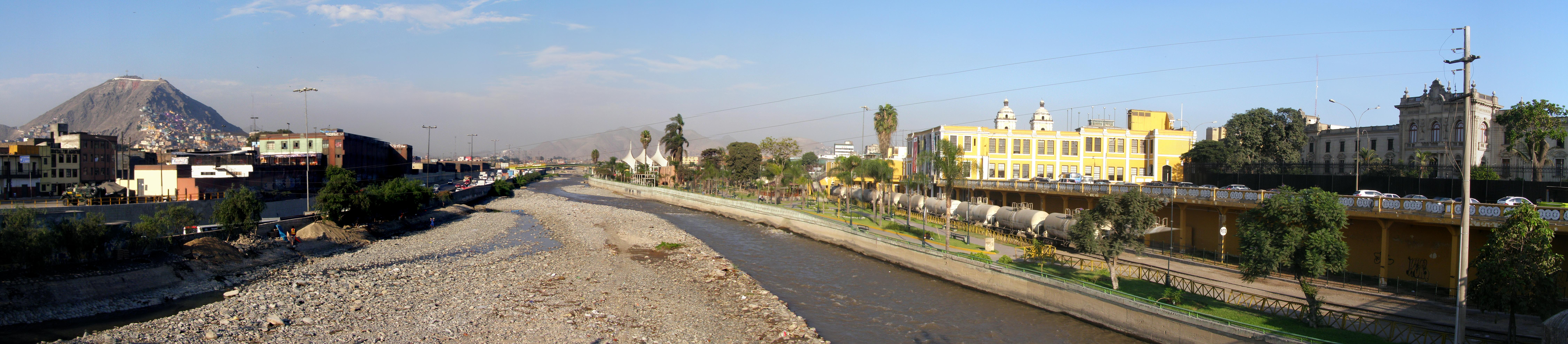
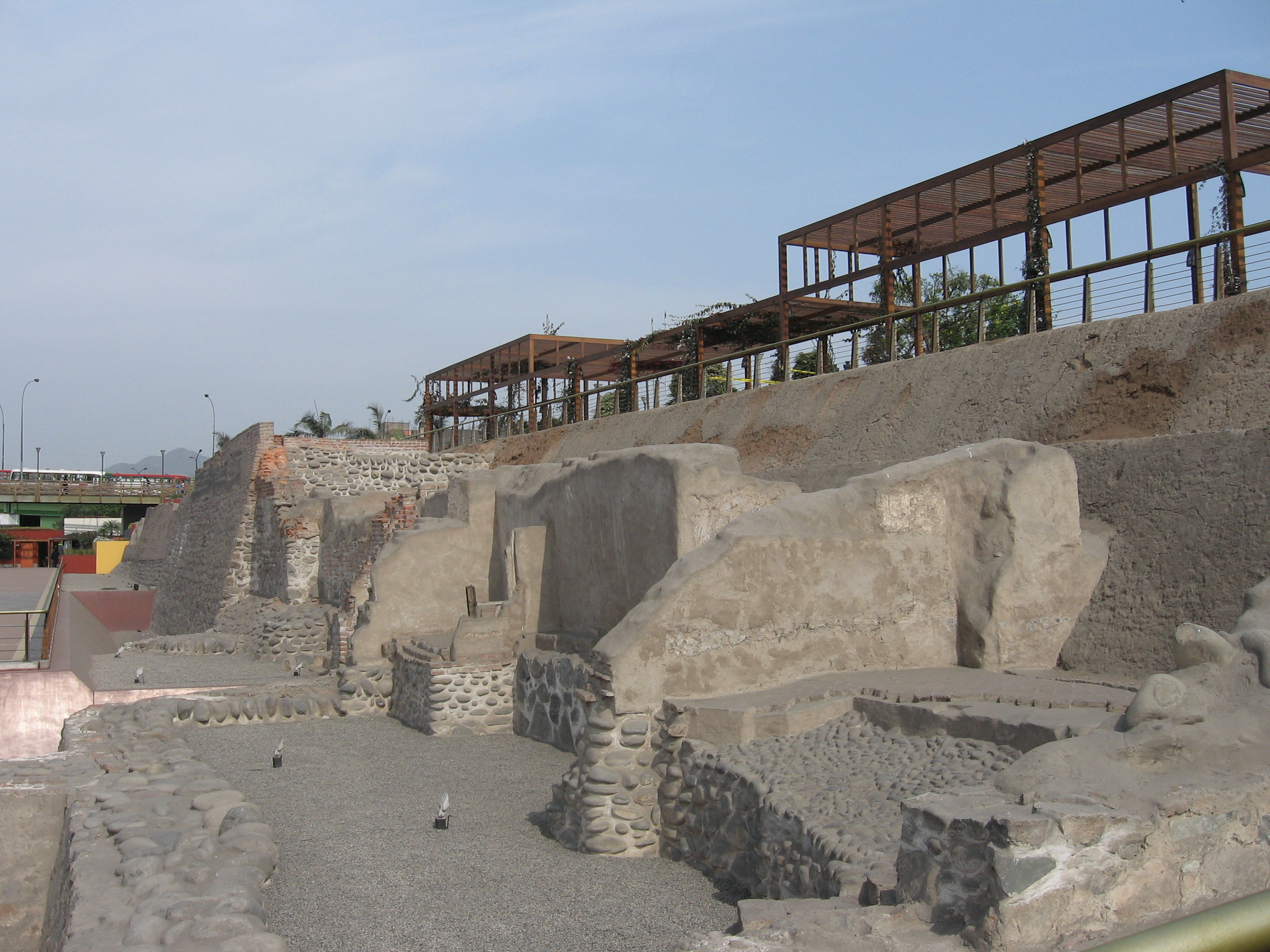